# Suning.com
Suning.com Co., Ltd. antes Suning Commerce Group Co., Ltd. (SZSE: 002024) es uno de los minoristas privados de electrodomésticos más importantes de China, con sede en Nankín (Jiangsu). Tiene más de 700 tiendas en Shanghái, Pekín, Cantón, Zhejiang, Anhui, Shaanxi, Fujian, Jiangsu, Hunan, Hong Kong y Shanxi. Comenzó a cotizar en la Bolsa de Shenzhen en 2004.

## Áreas de negocio
Suning opera principalmente tiendas de franquicia de electrodomésticos en China. La empresa ofrece principalmente televisores en color, reproductores de audio y vídeo, reproductores de discos, frigoríficos, lavadoras, productos informáticos, pequeños electrodomésticos, aire acondicionado, productos de telecomunicaciones y otros productos. La empresa también ofrece servicios de instalación y reparación de electrodomésticos. El 31 de diciembre de 2010 la empresa tenía 1311 tiendas en 231 ciudades de China.